# Нагаяма (станция, Токио)
Станция Нагаяма (яп. 永山駅 нагаяма эки) — железнодорожная станция на линиях Сагамихара и  Тама, расположенная в городе Тама. Станция известна как Кэйо-Нагаяма (Кэйо) и Одакю-Нагаяма (Одакю).

## Линии

### Keiō Corporation (Станция Кэйо-Нагаяма)
Станция была открыта 18-го октября 1974 года. 2 боковые платформы и 2 пути. Все поезда останавливаются на данной станции.
| 1 | ■ Линия Сагамихара | Тама-Центр, Хасимото                                 |
| 2 | ■ Линия Сагамихара | Тёфу, Мэйдаймаэ, Сасадзука, Синдзюку, Линия Синдзюку |

### Odakyū Electric Railway (Станция Одакю-Нагаяма)
Станция была открыта 1-го июня 1974 года. 2 пути и две платформы островного типа. Все поезда останавливаются на данной станции.
| 1 | ■ Линия Тама | Тама-Центр, Каракида                                         |
| 2 | ■ Линия Тама | Син-Юригаока, Синдзюку, Линия Тиёда, Одавара, Катасэ-Эносима |

## Окрестности станции
Станция расположена в "сердце" строящегося пригородного района Tama New Town, и в её окрестностях расположено множество торговых центров и муниципальных учреждений.

## История
- 1 июня, 1974: Открывается станция Одакю-Нагаяма на линии Тама.
- 18 октября, 1974: Открывается станция Кэйо-Нагаяма на линии Сагамихара.
- 2 декабря, 2000: Поезда типов Special express Homeway и express начинают регулярно курсировать по линии Тама, останавливаясь на станции Нагаяма.
- 27 марта, 2001: По линии Сагамихара начинают ходить поезда типа express, останавливаясь на станции Нагаяма; Поезда типа special express упразднены.
- 23 марта, 2002: Поезда типа Tama Express начинают регулярно курсировать по линии Тама, останавливаясь на станции Нагаяма.
- 11 декабря, 2004: Поезда типа Section semi-express начинают регулярно курсировать по линии Тама, останавливаясь на станции Нагаяма.
- март 2006: Закончена перестройка станции Одакю-Нагаяма
- 15 марта, 2008: Поезда типа Special express Metro Homeway начинают регулярно курсировать по линии Тама, останавливаясь на станции Нагаяма.

## Близлежащие станции
| «                 | «                | Вид обслуживания           | »                | »                |
| Линия Сагамихара  | Линия Сагамихара | Линия Сагамихара           | Линия Сагамихара | Линия Сагамихара |
| ----------------- | ---------------- | -------------------------- | ---------------- | ---------------- |
| Вакабадай         |                  | Local                      |                  | Тама-Центр       |
| Вакабадай         |                  | Rapid, Commuter Rapid      |                  | Тама-Центр       |
| Кэйо-Инададзуцуми |                  | Express                    |                  | Тама-Центр       |
| Линия Тама        |                  |                            |                  |                  |
| Харухино          |                  | Local                      |                  | Тама-Центр       |
| Харухино          |                  | Section Semi-Express       |                  | Тама-Центр       |
| Курихира          |                  | Express                    |                  | Тама-Центр       |
| Курихира          |                  | Tama Express               |                  | Тама-Центр       |
| Син-Юригаока      |                  | Special Express Romancecar |                  | Тама-Центр       |